# El Tablón
El Tablón ist eine Ortschaft und eine Parroquia rural („ländliches Kirchspiel“) im Kanton Saraguro der ecuadorianischen Provinz Loja. Die Parroquia besitzt eine Fläche von 96,83 km². Die Einwohnerzahl lag im Jahr 2010 bei 917.

## Lage
Die Parroquia El Tablón liegt in den Anden im Süden von Ecuador. Der höchste Punkt im Verwaltungsgebiet ist der südzentral gelegene Loma Corral Viejo mit 3123 m. Der tiefste Punkt liegt im Nordwesten auf einer Höhe von etwa 1220 m. Der Río Oña und der Río León begrenzen das Areal im Osten und im Norden und entwässern dabei das Gebiet nach Nordwesten. Der 2350 m hoch gelegene Hauptort befindet sich knapp 18 km nordnordöstlich vom Kantonshauptort Saraguro. El Tablón liegt an der Fernstraße E35 (Loja–Cuenca) 2 km westsüdwestlich von dem in der Provinz Azuay gelegenen Ort San Felipe de Oña. Die E35 verläuft entlang der südwestlichen Grenze in Nord-Süd-Richtung.
Die Parroquia El Tablón grenzt im Norden und im Osten an die Provinz Azuay mit den Parroquias Susudel und San Felipe de Oña (beide im Kanton San Felipe de Oña), im Süden an die Parroquia Urdaneta sowie im Westen an die Parroquia San Antonio de Cumbe.

## Orte und Siedlungen
In der Parroquia gibt es neben dem Hauptort folgende Barrios: Cachipamba, Potrerillos, San José und Tuchin.

## Putushio
Im Nordosten der Parroquia befindet sich das 2170 m hohe Felsmassiv Putushio. Dieses ist ein archäologischer Fundplatz aus der präkolumbischen Zeit. Putushio galt offenbar als ein heiliger 
Ort der Inkas. Dort wurden die ältesten Metallschmelzöfen in Ecuador gefunden.